# Генрік Тофт Гансен
Генрік Тофт Гансен (дан. Henrik Toft Hansen, нар. 18 грудня 1986) — данський гандболіст, олімпійський чемпіон 2016 року.
Старший брат — партнер по збірній, теж чемпіон літніх Олімпійських ігор 2016 року та срібний призер літніх Олімпійських ігор 2020 року Рене Тофт Гансен.

## Виступи на Олімпіадах
| Олімпіада           | Дисципліна | Місце  |
| ------------------- | ---------- | ------ |
| Ріо-де-Жанейро 2016 | гандбол    | 1      |
| Токіо 2020          | гандбол    | Срібло |

## Зовнішні посилання
- Генрік Тофт Гансен — олімпійська статистика на сайті Sports-Reference.com (англ.) (архівна версія)